# David Joravsky
David Joravsky (né le 9 septembre 1925 et mort le 4 octobre 2020) est un historien américain.

## Formation et carrière
David Joravsky est né le 9 septembre 1925 à Chicago, de Joseph Joravsky et Bertha Segal.
Il étudie à l'université de Pennsylvanie où il obtient son Bachelor of Arts en 1947. Il part ensuite à l'université Columbia où il obtient son Mastère en 1949. Il obtient ensuite son doctorat en 1958 au Russian Institute.
Il enseigne l'histoire au Marietta College (Ohio) de 1953 à 1954, puis à l'université du Connecticut à Storrs, de 1954 à 1958. Il part ensuite à l'université Brown jusqu'en 1965, où il passe professeur associé en 1961. Il est professeur à l'université Northwestern dans l'Illinois depuis 1965, où il dirige le département d'histoire de 1980 à 1983. Il est par ailleurs fellow du Centre Woodrow Wilson de la Smithsonian Institution de 1977 à 1978, puis de 1990 à 1991. Il siège à la National Council Soviet and East European Research de 1982 à 1988.

## Travaux
Il contribue à la publication en Occident en 1971 du livre de Roy Medvedev Le Stalinisme : Origines, histoire, conséquences (en anglais : Let History Judge) : écrit dans la perspective d'un réformisme communiste, la publication en URSS apparaît impossible dans un contexte de réhabilitation partielle de Staline, et Medvedev envoie son livre pour publication aux Etats-Unis, où David Joravsky se charge de le représenter.

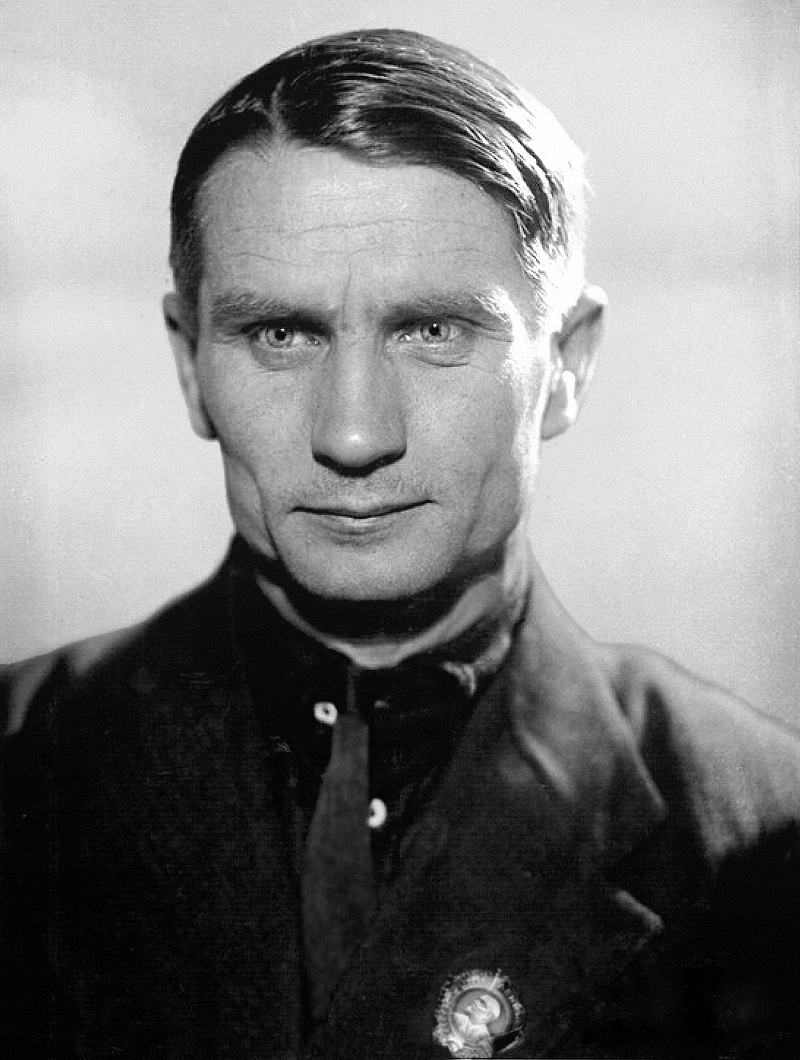
Trofim Lysenko.

Son principal ouvrage est The Lyssenko Affair, consacré à la dictature intellectuelle instaurée par Trofim Lyssenko (1898-1976), technicien agricole soviétique devenu président de l'Académie des sciences agricoles de l'URSS et à l'origine d'une théorie génétique pseudo-scientifique, la « génétique mitchourinienne », qu'il promeut pendant la période stalinienne en Union soviétique où elle accède en 1948 au rang de théorie officielle exclusive opposée à une « science bourgeoise ». Joravsky mène une enquête, avec le témoignage d'acteurs qui ont vécu l'affaire, dont Jaurès Medvedev, en établissant qu'avant les années 1930, Lyssenko n’avait aucunement pris part aux débats portant sur des questions de génétique et quand il s’y intéresse, c’est pour rejeter tout ce qui le précède. Puis il dénoue les éléments, politiques et culturels, qui ont conduit à cette situation dramatique pour les milieux scientifiques pendant une génération.
En 1989, Nils Roll-Hansen qualifiait le livre de Joravsky — sa première édition de 1970 — d'ouvrage le plus documenté et le plus éclairant sur l'affaire.

## Prix et distinctions
Il bénéficie d'une bourse Guggenheim en 1964-1965. Il est lauréat en 1971 du prix Pfizer décerné l’History of Science Society pour son livre The Lysenko Affair,,,,,.
Il est membre de l'Académie américaine des arts et des sciences, de la Société américaine de philosophie, de la National Science Foundation. Il est également membre de l'American Association Advancement Slavic Studies, dont il est le directeur de 1966 à 1969.
Il siège au Social Science Research Council, à l'American Council Learned Societies, à l' International Research & Exchanges Board. Il siège à la National Council Soviet and East European Research de 1982 à 1988.

## Publications
- Soviet Marxism and the Philosophy of Natural Science
- David Joravsky, The Lysenko Affair, Cambridge, Massachusetts, Harvard University Press, 1970Le livre connaît une seconde édition : David Joravsky, The Lyssenko Affair, Chicago, Chicago University Press, 2e édition: 1986
- Russian Psychology: A Critical History
- Soviet Marxism and Natural Science: 1917-1932 (1961)
- (en) Let History Judge : The Origins and Consequences of Stalinism de Roy Medvedev, édité par David Joravsky et Georges Haupt, New York, Knopf, 1971.